# Sylvester Omodiale
Sylvester Omodiale (né le 5 septembre 1977) est un athlète nigérian, spécialiste du 400 mètres haies. 

## Biographie
En 2000, Sylvester Omodiale devient champion d'Afrique sur 400 mètres haies en 49 s 81. Il devance le Sénégalais Jean-Dominique Dième et le Malgache Yvon Rakotoarimiandry.

### Palmarès
| Date | Compétition            | Lieu         | Résultat | Performance |
| ---- | ---------------------- | ------------ | -------- | ----------- |
| 1999 | Jeux africains         | Johannesburg | 8e       | 51 s 13     |
| 2000 | Championnats d'Afrique | Alger        | 1er      | 49 s 81     |

### Records
| Épreuve          | Performance | Lieu         | Date         |
| ---------------- | ----------- | ------------ | ------------ |
| 400 mètres haies | 49 s 44     | L'Hospitalet | 27 août 2000 |